# Aroostook Northern Railroad
Die Aroostook Northern Railroad ist eine ehemalige Eisenbahngesellschaft in Maine (Vereinigte Staaten). Sie bestand als eigenständige Gesellschaft von 1897 bis 1901.

## Geschichte
Die Gesellschaft wurde im Juli 1897 gegründet und baute eine 25,6 Kilometer lange Eisenbahnstrecke von Caribou nach Limestone, die sie noch im gleichen Jahr eröffnen konnte. Noch vor der Eröffnung leaste am 27. November 1897 die Bangor and Aroostook Railroad die Aroostook Northern und erwarb sie schließlich am 1. Juli 1901. Die Strecke steht seit 2003 unter der Regie der Montreal, Maine and Atlantic Railway und dient heute hauptsächlich der Anbindung des Loring Commerce Center, eines ehemaligen Militärflugplatzes nördlich von Limestone.